# Herbert Güthlein
Herbert Güthlein (* 25. März 1935 in Selb; † 13. Dezember 2018) war ein deutscher Politiker (SPD) und Jurist.
Güthlein, der römisch-katholischen Glaubens war, legte in Bamberg das Abitur ab und studierte anschließend Volkswirtschaftslehre, Rechts- und Staatswissenschaften. Zugleich besuchte er in Erlangen eine Sprachen- und Dolmetscherschule. Nach dem Ersten Staatsexamen 1960 in Würzburg und dem Referendariat in Würzburg, Bamberg und Bayreuth legte er 1964 die Große Juristische Staatsprüfung in Würzburg ab. Seit September 1965 war er als selbständiger Rechtsanwalt in Bamberg tätig. Güthlein gehörte von 1970 bis 1974 für die SPD dem Bayerischen Landtag an. Dort war er Mitglied des Ausschusses für Verfassungs-, Rechts- und Kommunalfragen. Von 1978 bis 1996 gehörte er dem Stadtrat von Bamberg an, 1979 kandidierte er erfolglos für das Europäische Parlament. Zudem war er von 1978 bis 1994 Mitglied des Bayerischen Verfassungsgerichtshofes.
In den 1990er Jahren wurde Güthlein wegen Anstiftung zur Rechtsbeugung angeklagt und in erster Instanz vom Landgericht Bamberg freigesprochen. Er soll einen Amtsrichter, mit dem er seit dem gemeinsamen Studium befreundet war, dazu gebracht haben, ohne Rechtsgrund einen Haftbefehl gegen einen Mandanten Güthleins auszusetzen. Der Bundesgerichtshof als Revisionsinstanz sprach Güthlein jedoch im Dezember 1996 von dem Vorwurf der Anstiftung zur Rechtsbeugung erneut frei.